# Paul Siebel
Paul Siebel (Buffalo (New York), 19 september 1937 – Centreville (Maryland), 5 april 2022) was een Amerikaanse country- en folkgitarist en singer-songwriter. Hij is vooral bekend van de coverversies van zijn liedjes door andere artiesten, met name Louise. Andere vaak gecoverde Siebel-nummers zijn Spanish Johnny (oorspronkelijk een gedicht dat in 1917 door Willa Cather werd geschreven en door Siebel werd uitgebreid), Long Afternoons, Any Day Woman, Nashville Again, She Made Me Lose My Blues en Then Came the Children. Siebel woonde sinds de jaren 1990 aan de oostkust van Maryland.

## Biografie
Nadat hij in het leger had gediend, begon Siebel in folkclubs te spelen en verhuisde uiteindelijk naar Greenwich Village, waar hij steun vond in het koffiehuiscircuit. In een artikel in The New York Times op 14 februari 1970, geschreven door Mike Jahn, staat: Paul Siebel, een volkszanger met een neiging naar country en western, speelt tot morgen in Bitter End, 147 Bleecker Street. Mr. Siebel, een 32-jarige inwoner van Buffalo en muzikaal een product van het folkcircuit van Greenwich Village, zingt op een hoge nasale en hillbilly-stijl, een beetje zoals Bob Dylans zang in zijn vroege dagen. Hij schrijft zijn eigen liedjes, die neigen naar ongecompliceerde country en folkliederen, met sporadische gedachten over zaken als het leven in de voorsteden en het opvoeden van kinderen. Zijn Bride 1945 en My Town zijn vrij succesvol in deze categorie. Bij  de nachtclub The Bitter End speelt hij akoestische gitaar en wordt hij ondersteund door David Bromberg (gitaar), Don Brooks (mondharmonica), Jeff Gutcheon (piano en orgel) en Gary White (bas). In 1969 werd Elektra Records opmerkzaam op een verzameling liedjes, die Siebel maakte met David Bromberg en contracteerde hem om Woodsmoke and Oranges (1970) en Jack-Knife Gypsy (1971) op te nemen. Zijn liedjes werden onder meer gecoverd door Bromberg, Willy DeVille, Linda Ronstadt, Bonnie Raitt, Jerry Jeff Walker, Kate Wolf, Mary McCaslin, Emmylou Harris, Waylon Jennings en Leo Kottke, maar hij bleef grotendeels onbekend bij het grotere publiek.
Na 1971 stopte zijn songwritingproductie. Siebel werd depressief en kreeg drugsproblemen. Af en toe kwam zijn naam naar voren in interviews met andere artiesten. Kris Kristofferson tipt zijn hoed naar Siebel in zijn lied The Pilgrim. Siebel speelde in McCabe's Guitar Shop in 1978, wat als een comeback werd beschouwd, en verscheen op de publicatie Music From Mud Acres uit 1977, met een cover van het nummer Weary Blues van Hank Williams jr. In 1996 spoorde het volkstijdschrift Dirty Linen hem op en sprak met de toen 58-jarige broodbakker. In 2004 bracht Elektra een compilatie-cd uit met de meeste nummers van Siebel. Het boekje bevat een interview door Peter Doggett, waarin Siebel terugkijkt op zijn carrière. Volgens een profiel uit 2010 in American Songwriter, had Siebel toen een buitenbaan bij het Parks Department in Maryland. Vanaf 2016 stopte Siebel met werken voor Queen Anne's County in Maryland en speelde helemaal niet meer voor het publiek.
Nashville Again, een nummer van de lp Woodsmoke And Oranges diende als tune voor het VARA C&W radio programma "Nashville" van Wim Bloemendaal in de jaren 1970.
Siebel leed aan longfibrose. Hij overleed in zijn slaap op 5 april 2022, 84 jaar oud.

## Discografie
- 1970: Woodsmoke and Oranges
- 1971: Jack-Knife Gypsy
- 1978: Live at McCabe's (met David Bromberg en Gary White)
- 2004: Paul Siebel (compilatie cd, inclusief alle songs van Woodsmoke & Oranges plus vijf songs van Jack-Knife Gypsy)

- Biblioteca Nacional de España: XX5022183
- International Standard Name Identifier: 0000 0003 9895 2642
- Library of Congress Control Number: no97003141
- MusicBrainz: ac852d1b-b926-4329-b097-a49d9454189a
- Virtual International Authority File: 204149106366668492853